# Charlie e i numeri
titolo = charlie e i numeri
paese = inglese
studio= babytv
anno di inizio = 2010

= trama=
un bambino di nome charlie vive nel mondo dei numeri.

=personaggi=
charlie: il bambino con la tuta verde. protagonista del cartone.

1 : il numero di colore azzurro. ama fare il cavaliere, ma ama anche andare a cavallo.
2: numero colore rosa scuro, e'  il numero femminile di charlie e i numeri ama fare la principessa.
3: numero colore viola, il suo mestiere e' di fare il gelataio. porta un carretto con 3 gelati.
4: numero colore verde chiaro, secondo numero femminile ama fare la pittrice, ha un pennello magico.
5: numero colore giallo, ha un berretto rosso , regale i palloncini a charlie in una puntata i suoi palloncini sono sgonfiato.
6: numero colore femminile, terzo personaggio femminile fa la scienziata e pozione e in un episodio ha addiritura fatto la torta che non finisce mai.
7: colore rosa chiaro , ha una collana e ama cantare, ma in un episodio il vento ha fatto portare via le note musicali.
8: numero colore arancione, l'unico numero che ha gli occhiali. ama leggere.
9: numero colore blu, ama giocare con charlie ama fare il domino.
10: l'ultimo numero colore verde scuro ama giocare e suo bastone.
lucciole: sono lucciole di charlie di colore arancione e rosa.
episodi:
prima stagione
charlie incontra il n. 1
charlie incontra il n. 2
charlie incontra il n. 3
charlie incontra il n. 4
charlie incontra il n. 5
charlie incontra il n. 6
charlie incontra il n. 7
charlie incontra il n. 8
charlie incontra il n. 9
charlie incontra il n. 10
seconda stagione :
il cavallo del n. 1
la corona del n. 2
le ruote del n. 3
il pennello magico del n. 4
i palloncini del n. 5
la torta del n. 6
l'orchestra del n. 7
la pecora del n. 8
il nascondino del n. 9
il bastone del n. 10

terza stagione:
n. 1 n. 3 e il pulcino
le corone dei numeri 2 e 4
il libro volante dei numeri 6 e 8
charlie impara a volare